# Muhammed Ali Bedir
Muhammed Ali Bedir (* 24. März 2000 in Erzurum) ist ein türkischer Skispringer.

## Werdegang
Muhammed Ali Bedir, der als sein sportliches Idol Tom Hilde ansieht, trat ab 2014 in ersten internationalen Wettbewerben unter dem Dach der Fédération Internationale de Ski in Erscheinung und sprang zunächst überwiegend im FIS Cup. Bei den Olympischen Jugend-Winterspielen 2016 im norwegischen Lillehammer erreichte er im Einzelspringen von der Normalschanze den 17. Platz.
Am 9. Dezember 2016 gab er bei einem Wettbewerb der Saison 2016/17 in Vikersund sein Debüt im Skisprung-Continental-Cup. Dabei erreichte er den 68. Platz. Am 4. Februar 2017 gewann er mit einem 18. Platz in Erzurum seine ersten Continental-Cup-Punkte. Wenige Tage später verpasste er als Vierter hinter Timi Zajc, Jonathan Learoyd und Mathis Contamine im Einzelspringen von der Normalschanze beim Europäischen Olympischen Winter-Jugendfestival 2017 an gleicher Stelle eine Podiumsplatzierung und somit einen Medaillengewinn nur knapp.
Rund ein Jahr später war er auch Teilnehmer bei den Nordischen Junioren-Skiweltmeisterschaften 2018 in Kandersteg, bei denen er bei seinem einzigen Start im Einzelspringen von der Normalschanze jedoch aufgrund eines im Verhältnis zur Skilänge zu geringen Körpergewichtes disqualifiziert wurde. Seine nächste Punkteplatzierung im Continental Cup erreichte er erst in der Saison 2020/21 mit einem 26. Platz in Tschaikowski. Im Sommer 2021 debütierte Bedir mit einem 32. sowie einem 36. Rang in Schtschutschinsk im Skisprung-Grand-Prix.
Bedir nahm an der Skiflug-Weltmeisterschaft 2022 in Vikersund teil, wo er jedoch an der Qualifikation für das Einzelfliegen scheiterte.

## Statistik

### Grand-Prix-Platzierungen
| Saison | Platz | Punkte |
| ------ | ----- | ------ |
| 2023   | 79.   | 007    |

### Continental-Cup-Platzierungen
| Saison  | Platz | Punkte |
| ------- | ----- | ------ |
| 2016/17 | 140.  | 019    |
| 2020/21 | 090.  | 005    |
| 2022/23 | 071.  | 056    |